# Aranuka

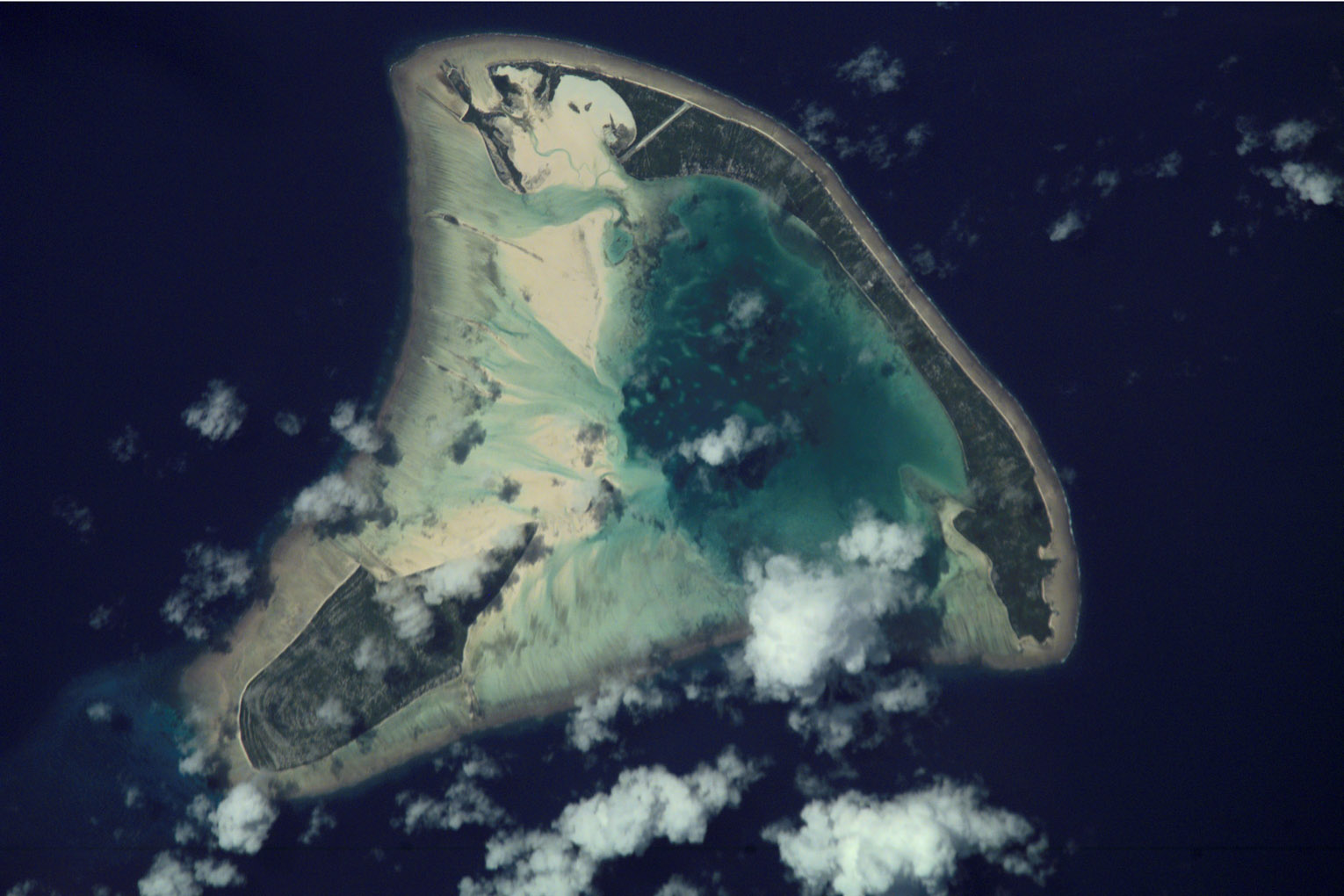
Atól Aranuka

Aranuka é um atol de Kiribati, localizado ao norte da linha do Equador, no arquipélago das Ilhas Gilbert. Tem uma área de 15,5 km², e tem uma população de 852 habitantes.

## Geografia
O atol tem forma triangular, formada principalmente por duas ilhas. A ilha maior é Buariki, na qual cria a "base" do triângulo, e a mais pequena é Takaeang, que forma a ponta superior. Estas ilhas estão ligadas por um grande banco de areia na parte norte, e por um recife submarino na parte sul,  também tem uma estreita passagem para a laguna no centro da ilha